# Nephtys imbricata
Nephtys imbricata är en ringmaskart som beskrevs av Grube 1857. Nephtys imbricata ingår i släktet Nephtys och familjen Nephtyidae. Inga underarter finns listade i Catalogue of Life.